# Godan d'Acerenza
Godan d'Acerenza (en latin: Godanus Acheruntinus; en italien: Godano d'Acerenza) fut un moine clunisien de l'Italie méridionale du XIe siècle qui fut évêque d'Acerenza (près de Potenza) de 1059 à 1066. 

## Biographie
L'évêque Godan d'Acerenza eut un rôle de premier plan dans la difficile médiation diplomatique entre les ambitions des Normands de Robert Guiscard, alors comte de Melfi et d'Apulie, et les intérêts de l'Église et de la Papauté qui, entre les ambitions de l'Empire germanique et sa rupture avec l'Empire byzantin, cherchait de nouveaux alliés. Jusque-là, les relations entre Normands et l'Église et la Papauté étaient assez exécrables. 
Le 23 août 1059, Godan participa activement au concile de Melfi au cours duquel les Normands deviennent officiellement les alliés de la Papauté et confirment la souveraineté du Pape - français - Nicolas II sur l'Italie du Sud et la Sicile. Robert Guiscard devient dès lors duc d'Apulie, de Calabre et de Sicile (Robertus comes Apuliae factus est dux Apuliae, Calabriae, et Siciliae a papa Nicolao in civitate Melphis). 
Pour son rôle dans la médiation avec les Normands, Godan fut récompensé par le pape qui le fit archevêque d'Acerenza avec juridiction ecclésiastique sur les cités de Potenza, de Tricarico, de Tursi, de Venosa et de Gravina. 
Avec une aide financière de Robert Guiscard, Godan commença la construction de la cathédrale d'Acerenza.